# Estación de Fonciello
Fonciello es un apeadero ferroviario situado en Fonciello, en el municipio español de Siero en el Principado de Asturias. Forma parte de la red de vía estrecha operada por Renfe Operadora a través su división comercial Renfe Cercanías AM. Está integrada dentro del núcleo de Cercanías Asturias al pertenecer a la línea C-6 (antigua F-6) que une Oviedo con Infiesto. Cuenta también con servicios regionales.

## Situación ferroviaria
La estación se encuentra en Fonciello, concretamente en el punto kilométrico 326,9 de la línea férrea de ancho métrico que une Oviedo con Santander, a 192 metros de altitud. El tramo es de vía doble y está electrificado.

## Historia
Aunque situada en el tramo Oviedo-Infiesto abierto por los Compañía de los Ferrocarriles Económicos de Asturias el 13 de noviembre de 1891 no se dispuso de ninguna parada en el lugar. Su creación es posterior y ligada al crecimiento industrial de la zona.

## Servicios ferroviarios

### Regionales
Los trenes regionales que unen Oviedo y Santander tienen parada en la estación.
| Línea | Origen/Destino | Paradas intermedias | Destino/Origen |
| ----- | -------------- | --- | -------------- |
|       | Oviedo         | La Corredoria · Parque Principado · Colloto · Meres · Fonciello · El Berrón · La Carrera · Pola de Siero · Los Corros · Lieres · El Remedio · Llames · Nava · Fuente Santa · Ceceda · Carancos · Pintueles · Infiesto · Infiesto-Apeadero · Villamayor · Sebares · Soto de Dueñas · Ozanes · Policlínico de Arriondas · Arriondas · Fuentes · Toraño · Cuevas · Llovio · Ribadesella · Camango · Belmonte · Nueva · Villahormes · Posada · Balmori · Celorio · Poo · Llanes · San Roque del Acebal · Vidiago · Pendueles · Colombres · Unquera · Pesúes · San Vicente de la Barquera · El Barcenal · Roiz · Treceño · Cabezón de la Sal · San Pedro de Rudagüera · Puente San Miguel · Torrelavega-Centro | Santander      |

### Cercanías
Forma parte de la línea C-6 (Oviedo - Infiesto Apeadero) de Cercanías Asturias. Tiene una frecuencia de trenes cercana a un tren cada treinta minutos. La cadencia disminuye durante los fines de semana y festivos.
| procedencia/destino | < estación | Línea | estación > | destino/procedencia |
| ------------------- | ---------- | ----- | ---------- | ------------------- |
| Oviedo              | Meres      |       | El Berrón  | Infiesto-Apeadero   |